# Esopus
Esopus (ostale varijante: Aesopus, Æsopus, Sopus, Sopes, Zopus, Sepus, isl.) /od sip =river, i -us, =small/,zajednički naziv za skupinu Munsee plemena što su nekada živjeli duž zapadne obale rijeke Hudson u okruzima Greene i Ulster u New Yorku. Glavnu skupinu čine Minisinki, a ostali su Catskill, Mamekoting, Waoranec, Warranawonkong i Wawarsink. Naziv Esopus je staro ime Kingstona, što je bilo njihovo glavno sastajalište. Esopusi s Nizozemcima vode nekoliko ratova u okolici Kingstona. Prvi je započeo 1659. a završio 1660. Nekoliko godina kasnije (1663) započeli su novi rat koji je završio svibnju sljedeće godine, ali su ga nastavili Munsee sve do 1676.
Njihovih potomaka danas ima međuplemenima Stockbridge i Munseema u Wisconsinu i Ramapough Mountain Indijamncima u New Jerseyu.